# Заґурче (Західнопоморське воєводство)
Заґурче (пол. Zagórcze) — село в Польщі, у гміні Грифиці Ґрифицького повіту Західнопоморського воєводства.
Населення — 54 особи (2011).
У 1975—1998 роках село належало до Щецинського воєводства.

## Демографія
Демографічна структура станом на 31 березня 2011 року:
|          | Загалом | Допрацездатний вік | Працездатний вік | Постпрацездатний вік |
| -------- | ------- | ------------------ | ---------------- | -------------------- |
| Чоловіки | 30      | 11                 | 18               | 1                    |
| Жінки    | 24      | 5                  | 18               | 1                    |
| Разом    | 54      | 16                 | 36               | 2                    |